# Patto Briand-Kellogg
Il patto Briand-Kellogg, altrimenti noto come trattato di rinuncia alla guerra o patto di Parigi, è un trattato multilaterale, stilato a Parigi il 27 agosto 1928 ed entrato formalmente in vigore il 24 luglio 1929, col fine di eliminare la guerra quale strumento di politica internazionale.

## Storia del trattato
Il ministro degli Esteri francese Aristide Briand, nella primavera del 1927, propose al segretario di Stato statunitense Frank Kellogg un patto bilaterale di non aggressione sperando di vincolare gli Stati Uniti d'America a una rete di protezione internazionale contro possibili volontà guerrafondaie della Germania contro la Francia. Kellogg abbracciò l'idea, ma propose la conversione in un accordo generale multilaterale.
Kellogg voleva infatti approfittare dell'occasione per proporre anche a Germania, Italia, Giappone, Gran Bretagna di sedere allo stesso tavolo, per affrontare una questione che aveva certamente una portata ben più ampia del solo rapporto di alleanza tra Francia e Stati Uniti. Venne steso un testo che risultava aperto all'adesione incondizionata di tutti gli altri paesi.
La guerra, considerata fino ad allora la prerogativa regina della sovranità degli Stati, veniva spogliata proprio della sua liceità: gli Stati si proponevano di rinunciare a far valere i loro interessi con la forza delle armi.
I due principali articoli del trattato, composto da tre articoli, recitano infatti quanto segue:
Articolo II: Le alte parti contraenti riconoscono che il regolamento o la risoluzione di tutte le divergenze o conflitti di qualunque natura o di qualunque origine possano essere, che avessero a nascere tra di loro, non dovrà mai essere cercato se non con mezzi pacifici.»
Il patto, le cui ratifiche vennero depositate a Washington fino al 1939 da 63 stati - tra i quali Stati Uniti d'America, Australia, Canada, Cecoslovacchia, Germania, Regno Unito, India, Stato libero d'Irlanda, Italia, Nuova Zelanda, Unione del Sudafrica, Polonia, Belgio, Francia e Giappone -, non trovò però mai effettiva applicazione a causa delle lacune e delle omissioni su alcuni punti salienti.
Un grave difetto del patto era l'assoluta mancanza di sanzioni che condannassero la violazione di quanto dallo stesso prescritto: nel testo del trattato si fa riferimento ad una qualche forma di sanzione solo nel Preambolo, in cui si afferma che "tutti i Paesi firmatari che cercheranno di sviluppare gli interessi nazionali, facendo ricorso alla guerra, saranno privati dei benefici del presente trattato"; la perdita dei benefici consistendo nell'esposizione dello Stato trasgressore alle ritorsioni individuali o collettive degli altri paesi.
Inoltre, come sancito dall'Articolo II del trattato e come principio generale del diritto internazionale pattizio, la rinuncia alla guerra valeva esclusivamente nei rapporti reciproci tra gli stati contraenti ed era quindi privo di alcun valore verso quegli stati che erano rimasti fuori del trattato.
Infine, il trattato evitava di regolamentare il diritto di adottare misure simili alla guerra, come la rappresaglia armata e, inoltre, la messa al bando della guerra come causa di risoluzione delle controversie tra gli stati firmatari non escludeva (benché nessuna parte del trattato vi faccia esplicito riferimento) il ricorso alla legittima difesa: la mancata adozione del trattato si deve proprio al fatto che gli Stati firmatari continuarono a riservarsi il diritto incondizionato a ricorrere alla legittima difesa anche nei confronti degli altri firmatari.
Tutti i rappresentanti concordarono sulla necessità che fosse bandita la guerra come mezzo di risoluzione dei conflitti, ma, allo stesso tempo, stabilivano unanimemente che fosse impossibile rinunciarvi, poiché era il solo modo per difendersi da un attacco o da un'invasione, e si appellavano al diritto di ricorrere alla legittima difesa come norma di diritto consuetudinario.
Gli Stati firmatari furono infatti concordi con le dichiarazioni del segretario statunitense Kellogg il quale intervenendo all'American Society of International Law, nel 1928, giustificò la mancanza di un riferimento espresso alla legittima difesa nel proprio progetto, sulla base del "riconoscimento implicito" della stessa:

## Conseguenze
Nonostante la sua importanza nell'affermazione del principio del ripudio del conflitto armato come mezzo di risoluzione delle controversie fra le nazioni, il patto rimase pertanto, a causa del suo contenuto genericamente vago ed esteso, poco più che una dichiarazione programmatica di intenti, priva di una reale efficacia pratica.
Nel 1945, tuttavia, il Tribunale Internazionale Militare, instaurato a seguito della seconda guerra mondiale per giudicare i crimini nazisti, poté esercitare la propria giurisdizione, nel corso del Processo di Norimberga, facendo riferimento proprio al Patto Briand-Kellogg quale base giuridica.
L'articolo 6 dell'Accordo di Londra, istitutivo del Tribunale, aveva infatti definito crimine contro la pace: "la pianificazione, la preparazione, l'inizio o la conduzione di una guerra di aggressione o di una guerra in violazione dei trattati internazionali, di accordi e assicurazioni, o la partecipazione in un comune piano di cospirazione per il completamento di qualcuno dei precedenti".
Il Tribunale, sulla base di quanto espresso in tale articolo e considerando che la Germania era tra gli Stati che avevano ratificato il patto di Parigi, valutò quindi il ricorso tedesco alla guerra un crimine internazionale: il Tribunale sentenziò infatti che gli Stati, ratificando l'accordo di Parigi, avevano incondizionatamente condannato il ricorso alla forza come strumento politico, rinunciandovi così esplicitamente; ogni Stato che, dopo aver ratificato il Patto, avesse fatto ricorso alla guerra avrebbe commesso un crimine.

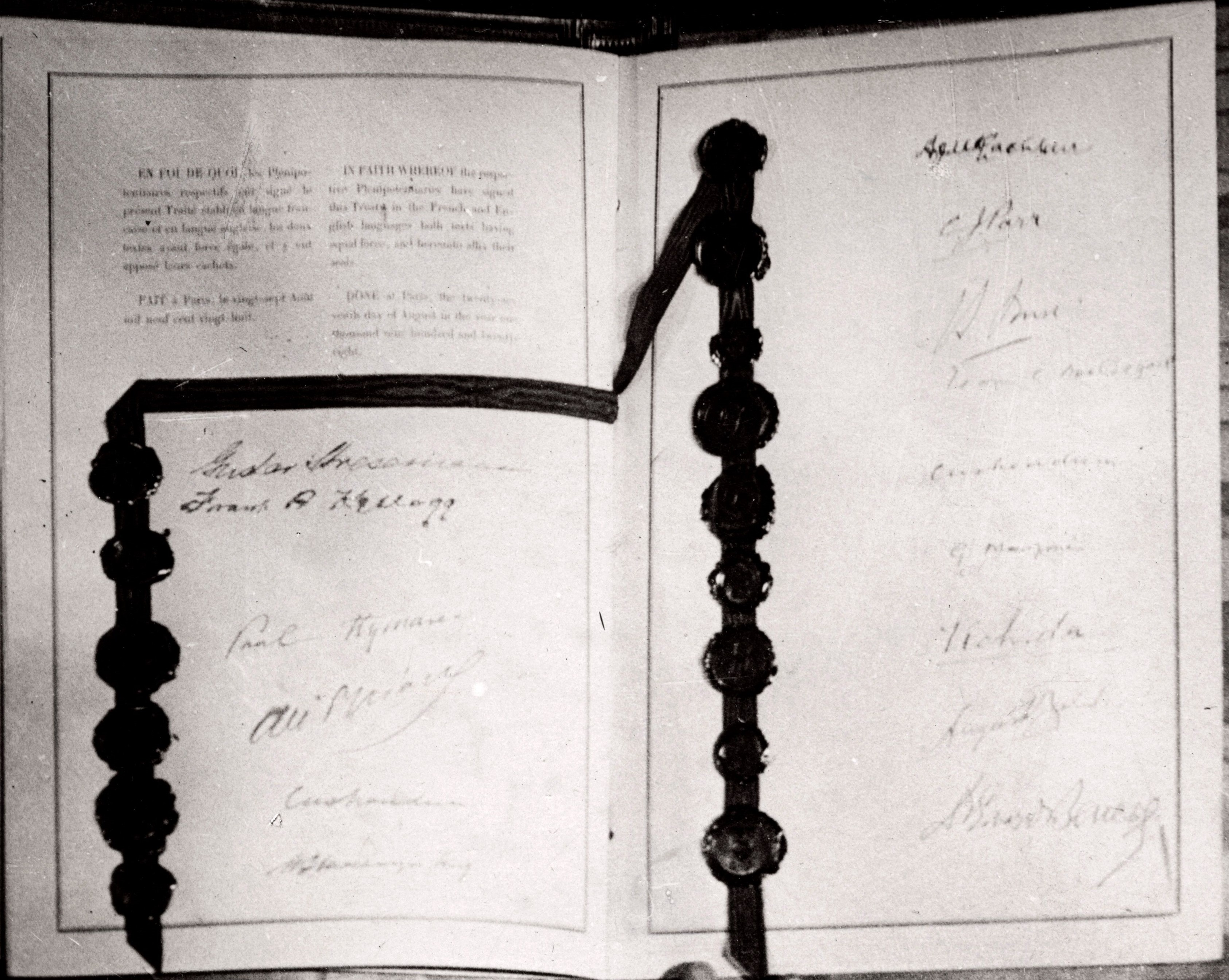
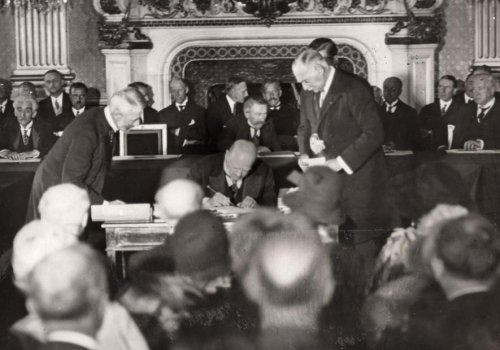
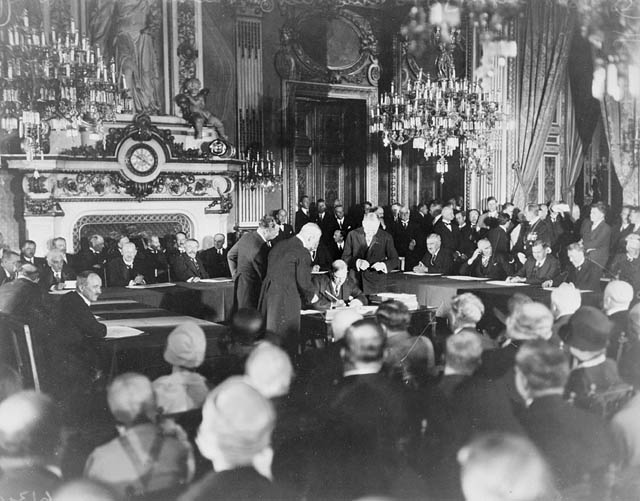